# Gaius Appuleius Diocles
Gaius Appuleius Diocles (asi 104 – po 146) byl starořímský vozataj, označovaný často za „nejbohatšího sportovce dějin“. Za svou kariéru vydělal necelých 36 milionů sesterciů. Podle Petera Strucka z Pensylvánské univerzity to v roce 2010 odpovídalo přibližně 15 miliardám amerických dolarů. To dalece přesahuje nejvyšší výdělky současných sportovců, včetně tenistů, golfistů, profi boxerů či nejslavnějších fotbalistů (za maximální moderní částku vydělanou sportem se považuje 300 milionů dolarů boxera Floyda Mayweathera). Ukazuje to mimořádnou společenskou roli sportu ve starověkém Římě. Někteří historici ale upozorňují, že není jisté, kolik z uvedené částky skutečně vyinkasoval sám Diocles, neboť není známo, zda byl svobodným občanem, nebo otrokem. Byl-li otrok, mohla mu být vyplácena jen část odměn, zbytek by šel jeho majiteli. I kdyby však získal jen desetinu z uvedené částky, nebyl by v historickém žebříčku nejlépe placených sportovců horší než třetí.

## Život
Narodil se ve městě Lamecum (dnešní Lamego) v římské provincii Lusitania (území dnešního Portugalska). Závodní debut si odbyl v Římě ve věku 18 let, v roce 122, v dostihové stáji známé jako Bílí. Svůj první závod vyhrál o dva roky později. Většinu závodů absolvoval v Circu Maximu, nejčastěji závodil v individuálních závodech se čtyřspřežím. Závodil 24 let, což byla neobvykle dlouhá kariéra, končil ve 42 letech. Během té doby se zúčastnil 4257 vozatajských závodů, zhruba ve třetině z nich zvítězil, což byl starořímský rekord. V další zhruba třetině skončil na 2. místě. Nejprestižnější závod konaný bezprostředně po slavnostním zahajovacím průvodu (Pompa circensis) vyhrál 110krát. Jednou z jeho nejoblíbenějších závodních strategií bylo držet se zpátky až do poslední minuty a v závěru zaútočit na čelo. Velmi podrobné záznamy o jeho jízdách zůstávají základním zdrojem pro rekonstrukci chování a technik závodů římských vozů. Římskou společnost vzrušovaly i jeho "přestupy" mezi stájemi (fractiones), které měly zástupy fanatických fanoušků (podobně jako dnešní fotbalové kluby). Dvakrát změnil "dres", když od Bílých po šesti letech přestoupil k Zeleným, kde se mu však nedařilo (patrně urážka jakéhosi vysokého funkcionáře vedla k tomu, že mu začali být odpíráni ti nejlepší koně), takže přestoupil po třech letech k Červeným, za něž závodil zbylých patnáct let kariéry. Dožil ve městě Praeneste (dnešní Palestrina).